# Türkisch-Deutsches Zentrum
Das Türkisch-Deutsche Zentrum e. V. (TDZ) ist ein laizistischer, säkularer, demokratischer und gemeinnütziger Verein in Berlin. Der Verein wurde 1996 in Berlin-Neukölln gegründet. Das TDZ e. V. ist derzeit mit 15 Geschäftsstellen in mehreren Bezirken Berlins vertreten.

## Geschichte
Der Verein kümmert sich in Berlin und Umgebung um Menschen mit türkischem Migrationshintergrund bei Behördengängen, Behindertenbetreuung, Nachhilfe, Angebot von Integrationskursen sowie der Schaffung von Ausbildungsplätzen bei türkischen Arbeitgebern. Er fungiert inzwischen als eine Art Dachverband für mehrere weitere kleinere Projekte seiner Art. 2008 würdigte Bundespräsident Horst Köhler die Verdienste des stellvertretenden Vorsitzenden des Zentrums Mustafa Akçay mit einer Einladung zum Neujahrsempfang des Bundespräsidenten.

## Ziele
Ziel des Vereins ist es, hauptsächlich den Migranten und -innen Hilfeleistungen und Unterstützungen anzubieten und die Beziehungen zwischen ihnen und der deutschen Gesellschaft für eine gegenseitige Annäherung und Anpassung auszuweiten und zu fördern. Seine Leitvorstellungen sind: Integration, gesellschaftliche Partizipation und bürgerschaftliche Verantwortung.
Bereiche:
- Kind, Jugend, Familie und Bildung
- Beratung und Begleitung
- Beschäftigung
- Umwelt und Gesundheit
- Integration und Migration
- Sport und Freizeit